# Castell de Ferran (Passanant i Belltall)
Castell de Ferran és una torre quadrada de 10 metres d'alçada del municipi de Passanant i Belltall (Conca de Barberà) inclosa en l'Inventari del Patrimoni Arquitectònic de Catalunya. La fortalesa està documentada del segle xiv. Va ser restaurada durant la dècada dels 70 del segle xx.

## Història
L'indret de la Pobla de Ferran, fou població emmurallada, com ho demostren les restes del portal situat vora el camí de Guimerà. S'originà a l'edat mitjana a l'entorn d'un castell del qual s'ha localitzat fins a l'actualitat una referència documental ja tardana del segle xiv, en concret l'any 1384, el ciutadà barceloní Jaume Galliners permutà amb el monestir de Santes Creus el castell de la Sala de Comalats pel de Ferran, ambdós situats dins la vegueria de Montblanc.

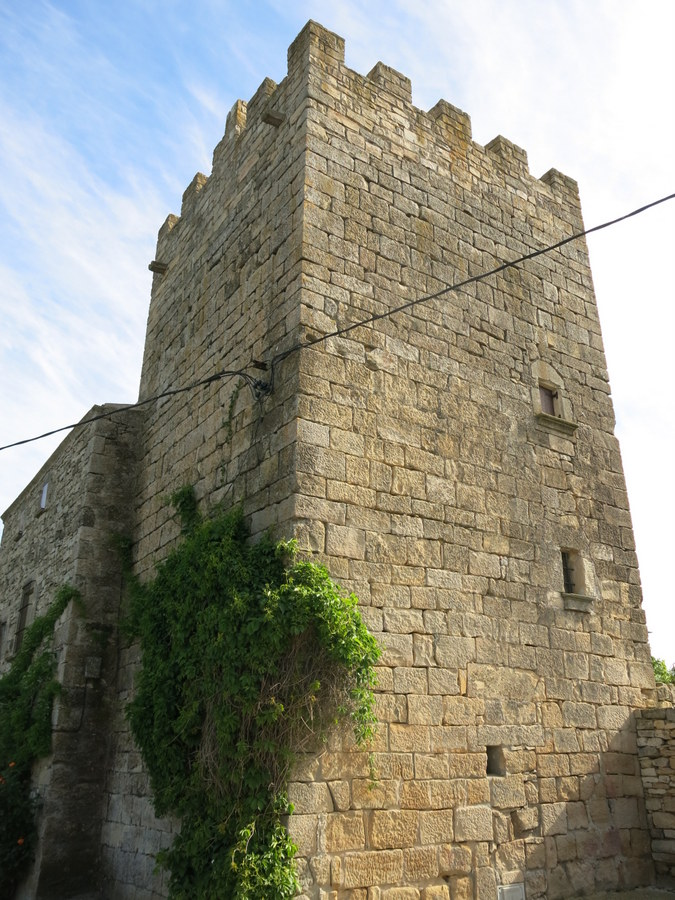
Torre de guaita del castell de Ferran (2017)

## Descripció
D'aquesta antiga fortalesa en resta avui dia una torre de guaita, de planta quadrada, que es conserva fins a una alçada de 10 m i que fou molt restaurada a la darreria dels anys setanta. És d'ús privat.